# 馬拉穆列什縣
馬拉穆列什縣（羅馬尼亞語：Județul Maramureș）是羅馬尼亞西北部的一個縣。北鄰烏克蘭。面積6,304平方公里，2006年时人口为516,562人，在全国所有县中排名第17位。首府巴亞馬雷。
下設2市、6镇、62鄉。

## 外部連結
- Consiliul Județean Maramureș （页面存档备份，存于） （罗马尼亚文）
- Prefectura Județului Maramureș （页面存档备份，存于） （罗马尼亚文）
- Harta turistică a județului Maramureș （页面存档备份，存于） （罗马尼亚文）

民族志
- Antologie de folclor din Maramureș （页面存档备份，存于） （罗马尼亚文）
- Istoria folcloristicii maramureșene （页面存档备份，存于） （罗马尼亚文）
- Muzeul virtual al monumentelor etnografice în aer liber din România （页面存档备份，存于） (județul Maramureș) （罗马尼亚文）